# Arja Koriseva
Arja Koriseva (Toivakka, 21 aprile 1965) è una cantante finlandese.
La sua carriera artistica cominciò nel 1989, dopo aver vinto il primo premio al festival canoro Seinäjoen Tangomarkkinat in Finlandia. Arja interpreta canzoni finlandesi ma anche italiane. Le sue versioni finlandesi di canzoni d'origine italiana includono Amore (S Amato - F Morgia - F Fasano, interpretata in Italia da Christian) e Le ragazze al mare (Taakse taivaanrannan, titolo finlandese).
Arja Koriseva ha condotto alcuni programmi televisivi in Finlandia. Ha lavorato anche nei musical.

## Vita privata
È sposata dal 1996, ha tre figli: Patrik (1995), Karla (2001) e Verna (2006). Anche la sua sorella maggiore, Eija, è una cantante mentre la sua sorella minore, Piia, è un personaggio radiofonico.